# Le Poiré-sur-Vie VF
Le Poiré-sur-Vie Vendée Football ist ein französischer Fußballverein aus der 7.500-Einwohner-Gemeinde Le Poiré-sur-Vie, die etwa zehn Kilometer nordwestlich von La Roche-sur-Yon im westfranzösischen Département Vendée liegt.
Gegründet wurde Le Poiré-sur-Vie VF 1954. Die Vereinsfarben sind Blau und Weiß; die Ligamannschaft trägt ihre Heimspiele im Stade de l’Idonnière aus, das über eine Zuschauerkapazität von rund 2.900 Plätzen verfügt.

## Geschichte
Hervorgegangen ist der Verein aus der bereits 1921 gegründeten Société Sainte-Jeanne-d’Arc, einem Verein der katholischen Sportbewegung. Fußball wurde darin erst seit Ende der 1920er bis Anfang der 1950er Jahre gespielt. 1954 erfolgte die Neugründung als Sainte Jeanne d’Arc Le Poiré Football, der sich zwei Jahre später der Fédération Française de Football anschloss.
2003 stiegen die Fußballer des Klubs aus der Division d’Honneur in die landesweit ausgespielte, fünfthöchste Liga (CFA 2) auf. Überregionales Aufsehen erregten sie in der Saison 2007/08, als die zu diesem Zeitpunkt immer noch fünftklassig spielende Mannschaft das Sechzehntelfinale des Landespokalwettbewerbs erreichte, in dem sie dann 1:3 gegen Paris Saint-Germain unterlag. In dieser Spielzeit erfolgte auch die Umbenennung des Vereins in Le Poiré-sur-Vie Vendée Football.
2010 gelang Le Poiré der Aufstieg in die vierte (CFA) und 2011 in die semiprofessionelle dritte Liga. Aus dieser hat der Verein sich im Sommer 2015, obwohl er die Saison 2014/15 als Tabellenzwölfter abgeschlossen hatte, freiwillig zurückgezogen.

## Bekannte Ehemalige
- Abdoulaye Barry, zuvor u. a. Erstligaspieler bei Girondins Bordeaux
- Richmond Forson, in seiner Zeit beim Verein WM-Teilnehmer 2006 mit Togo
- Olivier Pacreu, zuvor u. a. Profispieler bei Stade Laval und FC Valenciennes